# Enger
Enger is een stad en gemeente in de Duitse deelstaat Noordrijn-Westfalen, gelegen in de Kreis Herford. De gemeente telt 20.469 inwoners (31 december 2020) op een oppervlakte van 41,21 km².
Sinds 2012 mag Enger officieel de bijnaam Widukindstadt voeren. De grote 9e-eeuwse Saksische leider Widukind zou er in de kerk begraven liggen.

## Plaatsen in de gemeente Enger
- Belke-Steinbeck (2.499 inwoners)
- Besenkamp (1.768 inwoners)
- Dreyen (1.275 inwoners)
- Enger (7.936 inwoners)
- Herringhausen (West) (402 inwoners)
- Oldinghausen (742 inwoners)
- Pödinghausen (2.105 inwoners)
- Siele (118 inwoners)
- Westerenger incl. de dicht tegen buurstad Spenge aan liggende wijk Klausheide; 3.731 inwoners.

Totaal gehele gemeente: 20.576 inwoners. Peildatum: 31 december 2019.
Bron bevolkingscijfers: Website Gemeente Enger:
Herringhausen (West) grenst aan het stadsdeel Herringhausen van Herford, dat ook wel Herringhausen (Ost) wordt genoemd.

## Geografie
Enger ligt in een tamelijk vlak gebied, dat Ravensberger Mulde genoemd wordt. Door het stadsgebied lopen diverse kleine, in de ten noorden van de stad stromende Else uitmondende, beken. Het dal van één van deze beken is een klein natuurreservaat. De gemeente bezit zeer weinig bos en ander natuurgebied, en veel land is nog in (intensief) agrarisch gebruik.

### Naburige steden
Naburige steden zijn Spenge in het westen, Bünde in het noorden, Hiddenhausen, in het zuidoosten Herford (in het district Herford) en in het zuiden Bielefeld (stadsdistrict).

### Wegverkeer
De stad ligt enigszins afzijdig van grote verkeerswegen. Een moderne hoofdweg loopt in noord-zuidrichting van Bünde met een ronde boog oostelijk om de stad heen naar Bielefeld.
Ten noorden van Enger loopt, ongeveer evenwijdig aan de rivier de Else, de Autobahn A30. Om bij afrit 27 van deze Autobahn te komen, moet men ongeveer 10 km rijden vanaf het centrum van Enger, en wel via Belke-Steinbeck en het grote bedrijventerrein van het reeds tot Bünde behorende Bustedt.

### Openbaar vervoer
Dit is beperkt tot streekbussen op de lijn Spenge -Enger - Herford v.v., alsmede van en naar Bielefeld, en voor het lokale vervoer rijdende schoolbus- en belbusdiensten, die in de weekends niet rijden. Veel mensen uit Enger gaan op de fiets naar het 8½ km oostelijker Herford om daarvandaan per trein verder te reizen.

## Economie
De gemeente Enger heeft een traditie van belangrijke meubelindustrie; in deze branche zijn nog twee middelgrote fabrieken in de stad overgebleven. Verder staat er te Oldinghausen een verffabriek. Voor het overige is er in de gemeente vooral midden- en kleinbedrijf van uitsluitend lokaal of regionaal belang gevestigd. De landbouw is, vanwege de vruchtbaarheid van de lössgrond in de streek, nog steeds niet zonder economische betekenis.
Onder andere vanwege de historische connectie met Widukind trekt de stad ook cultureel geïnteresseerde toeristen; de gemeente bevordert het fietstoerisme in stad en streek.
Binnen de dienstensector valt een ziekenhuis, gespecialiseerd in behandeling van met name hoogbejaarden, op. Het voorheen zelfstandige ziekenhuis vormt de afdeling geriatrie van het ziekenhuis te Bünde.

## Geschiedenis
Zie ook onder Graafschap Ravensberg. Hetgeen onder Ravensberger Mulde over de bevolkingsontwikkeling van het platteland vermeld staat, is in hoge mate ook van toepassing op de gemeente Enger.
Bij de connectie tussen de persoon van Widukind en de stad Enger vallen de nodige vraagtekens te plaatsen. Of hij er echt begraven ligt, is niet zeker; wel werden in de Stichtskerk enige tijdgenoten van hem, die ook familie van elkaar waren, bijgezet. Pas eeuwen na Widukinds dood kwamen de verhalen over zijn graf te Enger in omloop. De nazi's hebben, tevergeefs, getracht een in hun ideologie passende Widukindverering in Enger van de grond te krijgen. Een duidelijke en evenwichtige uiteenzetting van deze kwesties is in het Widukind-Museum, naast de Stichtskerk, te vinden.
Enger werd in 804 voor het eerst in een document vermeld. In 948 komt het, in een document van keizer Otto de Grote, voor als Angeri. Gezien de ligging van de plaats is het verleidelijk, de naam te verklaren uit die van het volk der Engeren. De meeste etymologen leiden de plaatsnaam echter af van hetzelfde woord als Anger , wat ongeveer: stuk grasland midden in een dorp, dorpsplein, brink betekent.
Het oude, belangrijke Sticht Enger (Duits: Stift Enger) in Enger werd in 947 door koningin Mathilde, de gemalin van Hendrik de Vogelaar, gesticht. In eerste instantie was het gewijd aan Maria en Laurentius, later ook aan Dionysius (Sint Denijs). In de kerk van het sticht ligt, naar algemeen wordt aangenomen, hertog Widukind of Wittekind der Saksen, begraven. In de stichtskerk heeft zich tot  1414  de zgn. Dionysiusschat bevonden, een aantal kostbare, volgens overleveringen met zowel Sint Denijs als met Widukind verbonden relieken en andere voorwerpen.  In 1414 werd het sticht naar Herford verplaatst. Daar werd de Sint-Janskerk in de Neustadt de nieuwe stichtskerk. De voormalige stichtskerk te Enger werd na de Reformatie in 1530 een  evangelisch-luthers kerkgebouw. De politieke ontwikkelingen van de 16e en 17e eeuw brachten met zich mee, dat tot op de huidige dag verreweg de meeste christenen in de gemeente evangelisch-luthers zijn. Het sticht zelf bleef als wereldlijk, luthers sticht tot 1803 bestaan. In de 19e eeuw werden de uit 500 oude (deels historisch waardevolle) boeken bestaande, archieven van het sticht overgebracht naar Münster. Op de kerk na, werden de stichtsgebouwen gesloopt.
Van 1408 tot 1614 behoorde Enger tot het Graafschap Ravensberg, daarna tot Brandenburg-Pruisen (dat dit Graafschap door erfenis had verkregen), na de val van Napoleon in 1815 tot het Koninkrijk Pruisen, dat in 1871 in het Duitse Keizerrijk opging.
Koning Frederik Willem I van Pruisen verleende Enger in 1719 stadsrechten. In 1747 werd Enger getroffen door een grote stadsbrand, waarbij ook verscheidene doden vielen. Tot en met de 18e eeuw bestond het instituut van de Sattelmeier. Dit waren oorspronkelijk 7 herenboeren uit oude, tot de tijd van Widukind teruggaande, invloedrijke families, die een grote boerderij bezaten, maar wel aan de landheer herendiensten verschuldigd waren. Eén van die herendiensten was, dat zij permanent voor de landheer een goed, geheel gezadeld (gesattelt) paard klaar moesten hebben staan. Van de grote boerderijen met hoog puntdak, die door de Sattelmeier bewoond waren, staan er nog vijf overeind, waaronder de Nordhof.
Van 1900 tot 1963 waren Spenge en Enger door een spoorlijntje verbonden met Herford.

## Bezienswaardigheden
- De Stichtskerk met de graftombe van Wittekind dateert uit de middeleeuwen en is de belangrijkste bezienswaardigheid van Enger. Het is een 12e- tot 14e-eeuwse gotische kerk. Kleine delen van het gebouw dateren nog van een ouder kerkgebouw, wellicht uit de 9e eeuw. In het interieur o.a. een altaarstuk uit omstreeks 1525. De kerkschat (Dionysiusschatz), waaronder een kruis, een kelk en het zgn. Beursje van Enger, een reliekhouder in de vorm van een geldbeurs,  werd in 1414 naar Herford overgebracht en bevindt zich sedert de 19e eeuw in het Kunstgewerbemuseum te Berlijn. De kerk moet niet verward worden met de Dionysiuskerk te Enger; dit is een nieuw, in 2019 ingewijd kerkgebouw van de kleine rooms-katholieke parochie van de stad.
- Wittekind- of Widukind-Museum
- Leerlooierijmuseum in een origineel leerlooierij-fabriekje

## Afbeeldingen

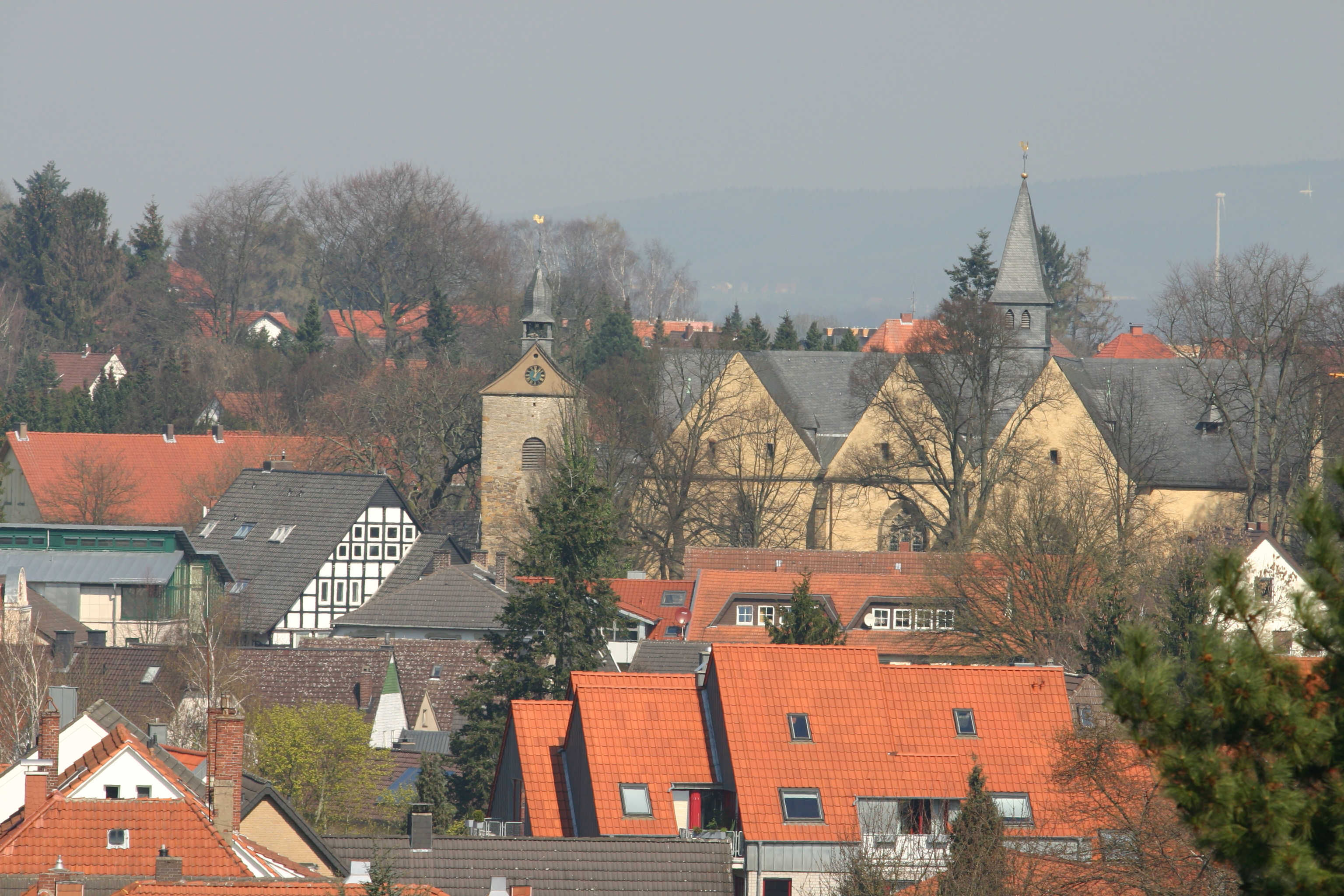
Stadsgezicht
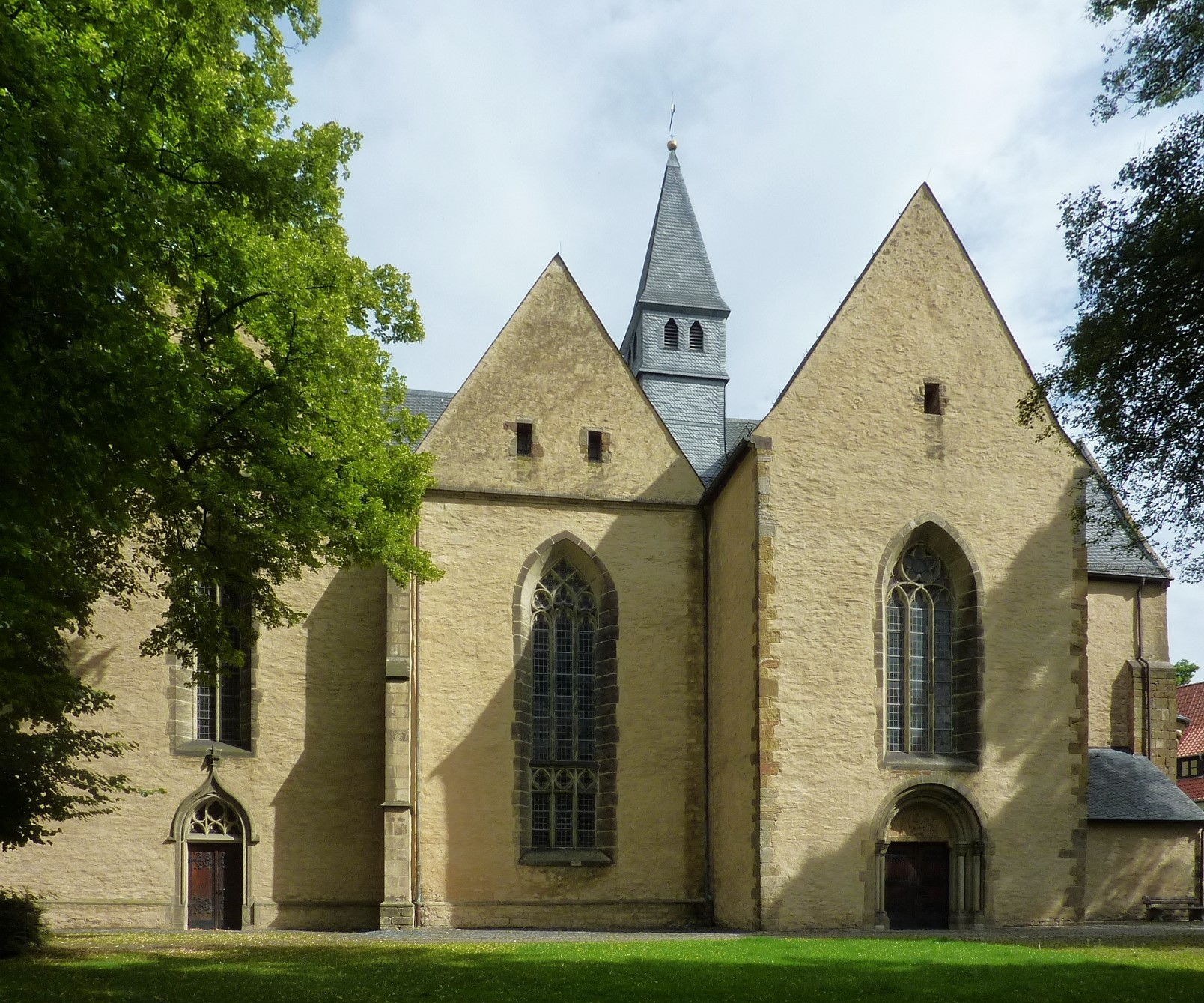
De Stiftskirche (Stichtskerk) te Enger
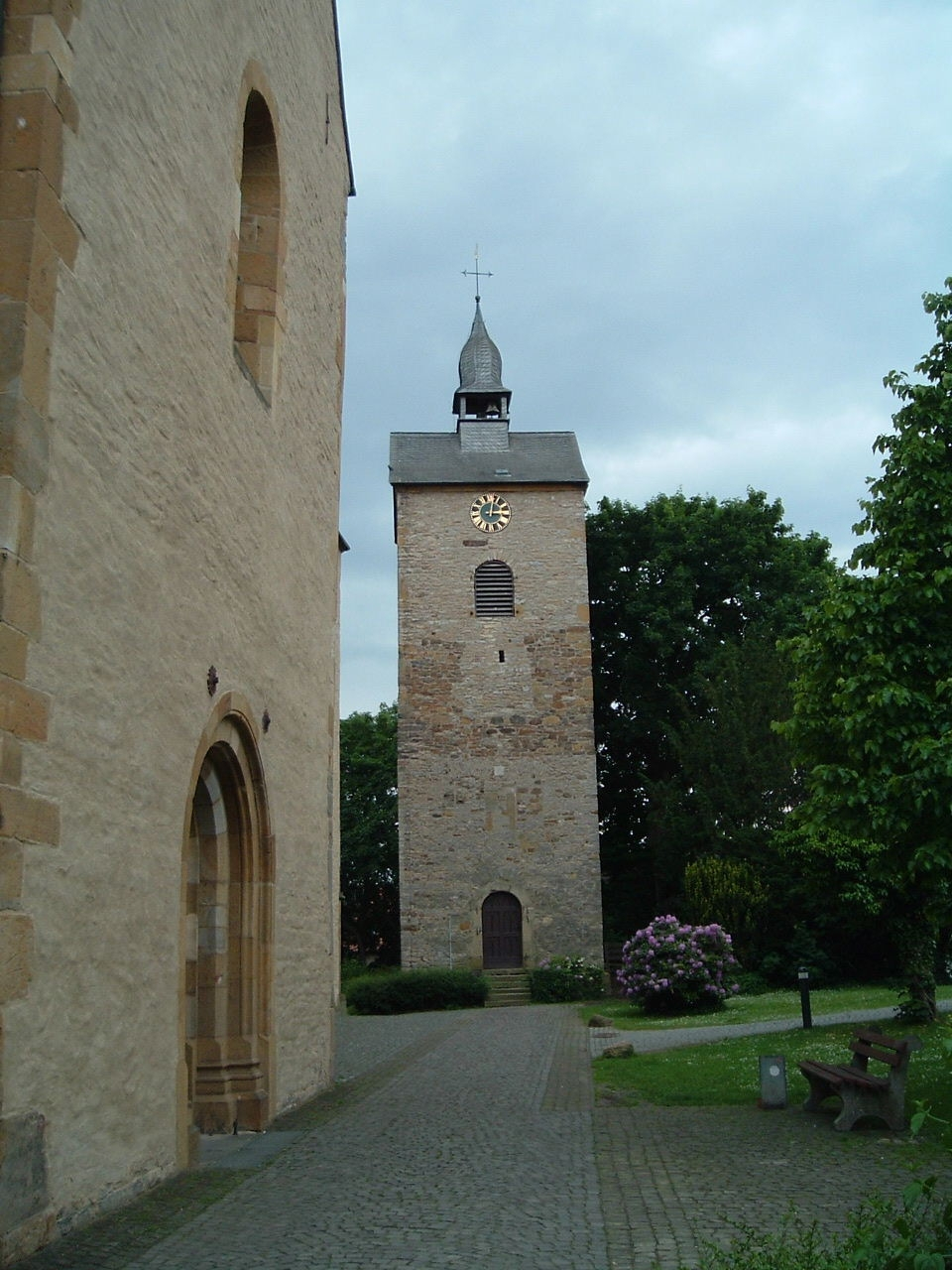
Toren (16e of 17e eeuw) van de Stichtskerk
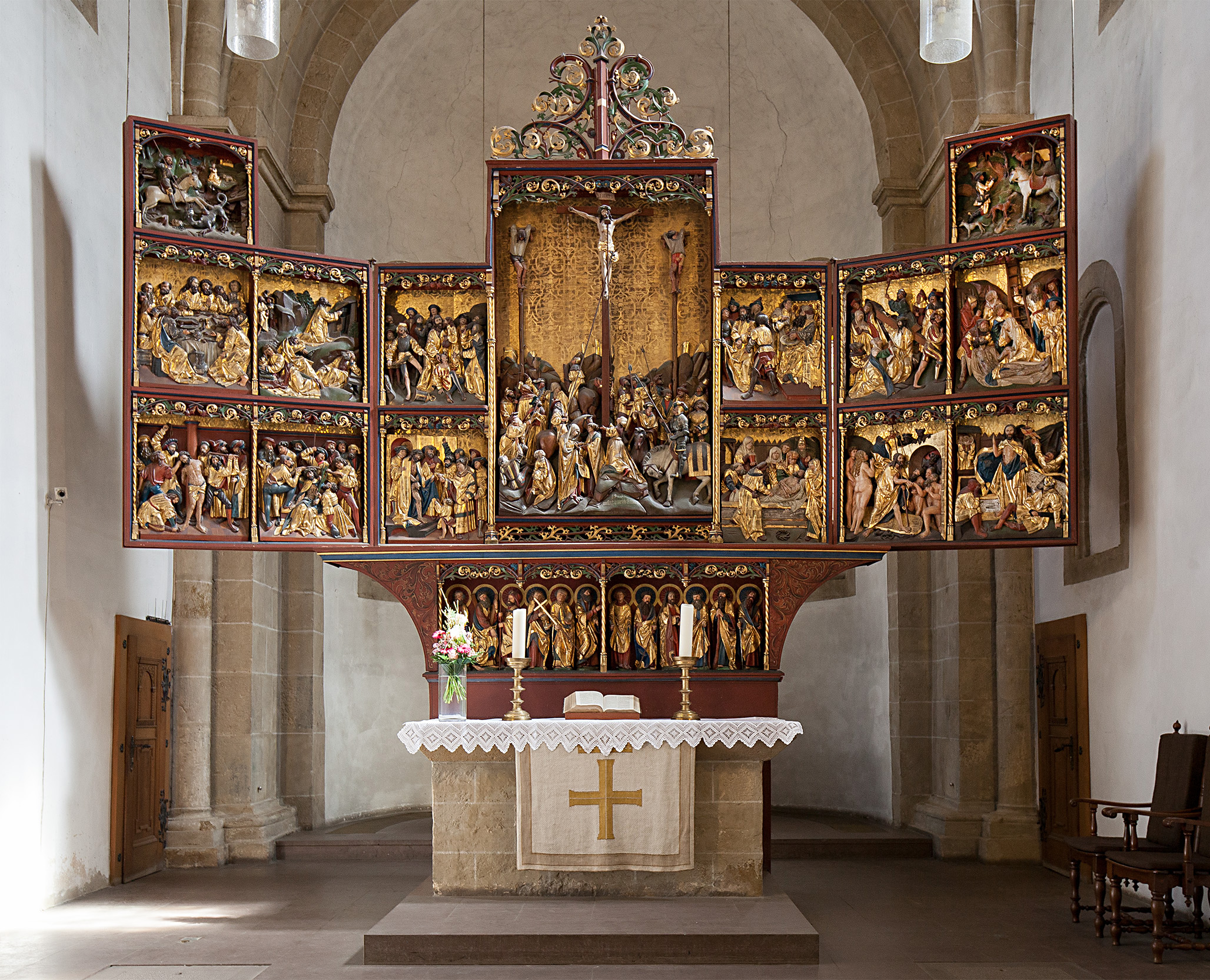
Altaarstuk (1525) in de Stichtskerk
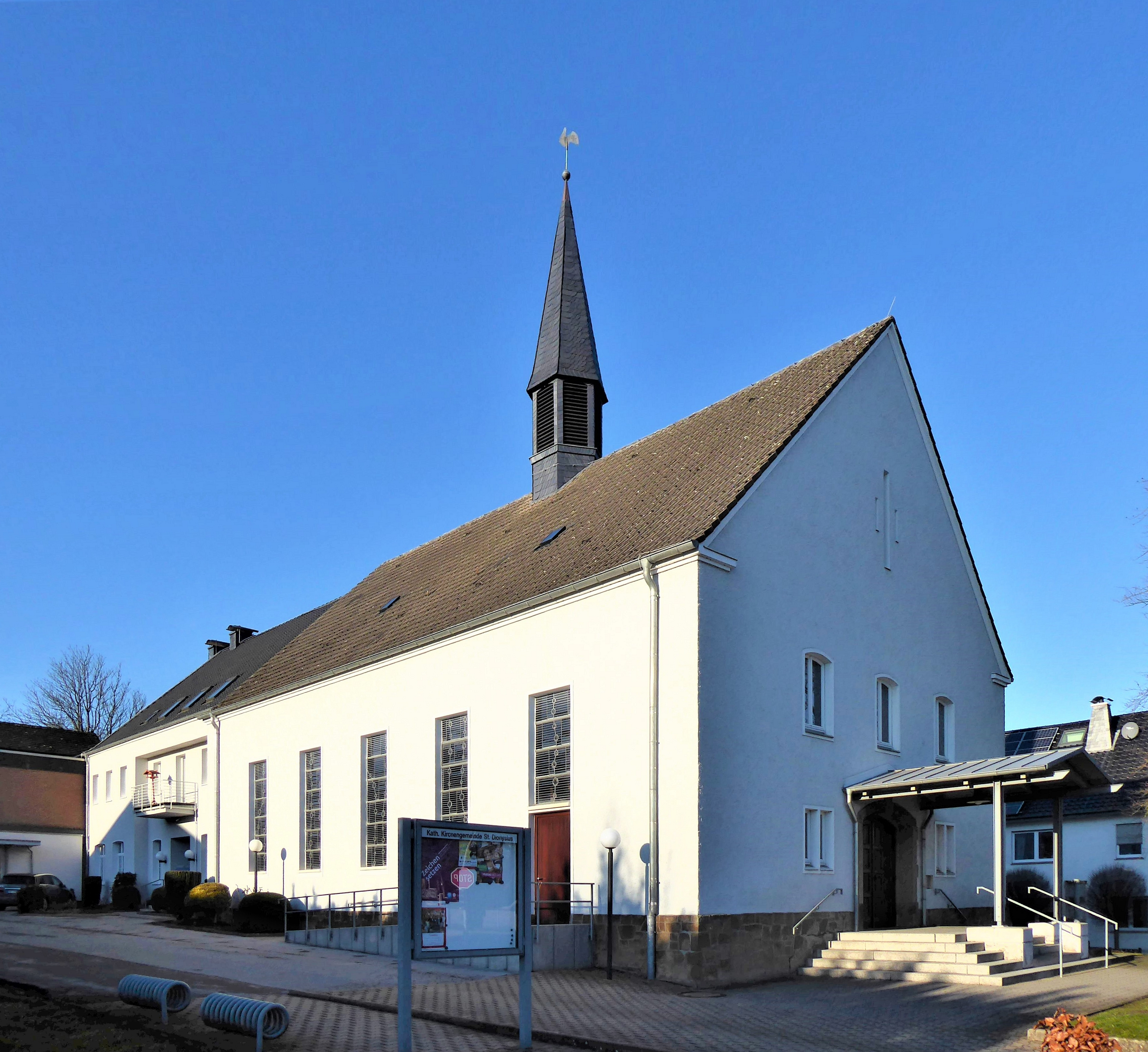
R.K. Dionysiuskerk, Enger
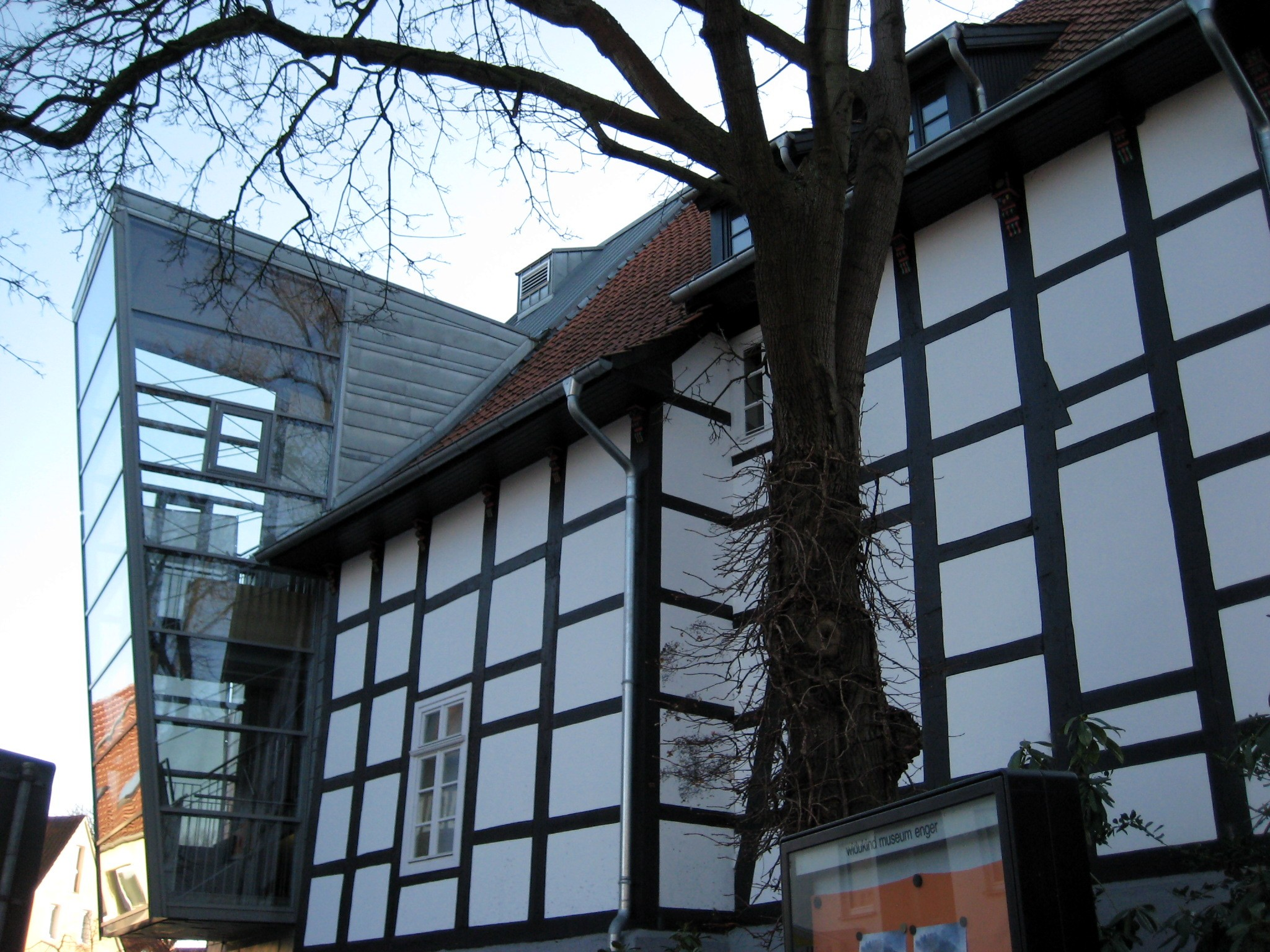
Widukindmuseum
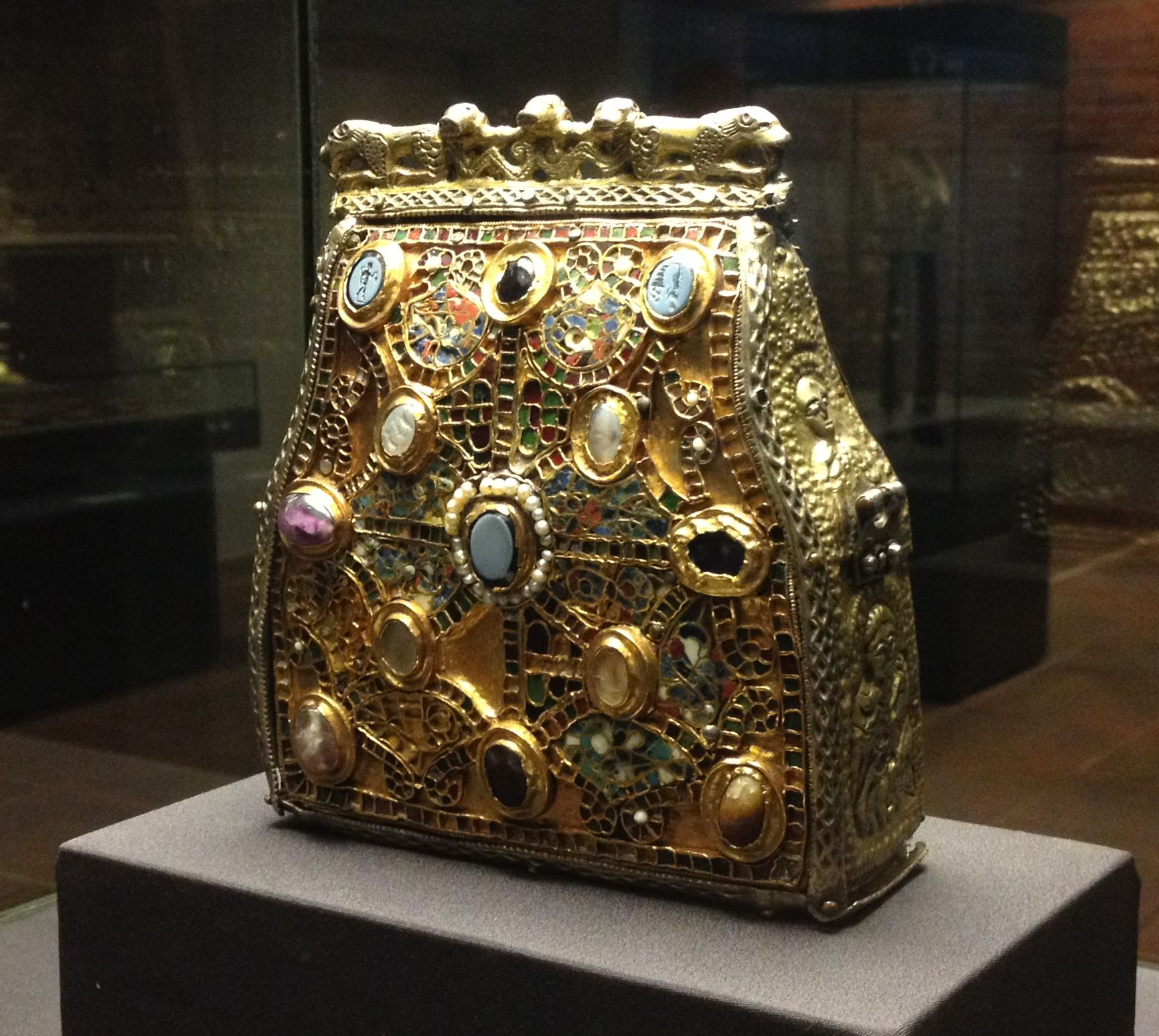
Het Beursje van Enger[6] (coll. Kunst-gewerbemuseum, Berlijn)
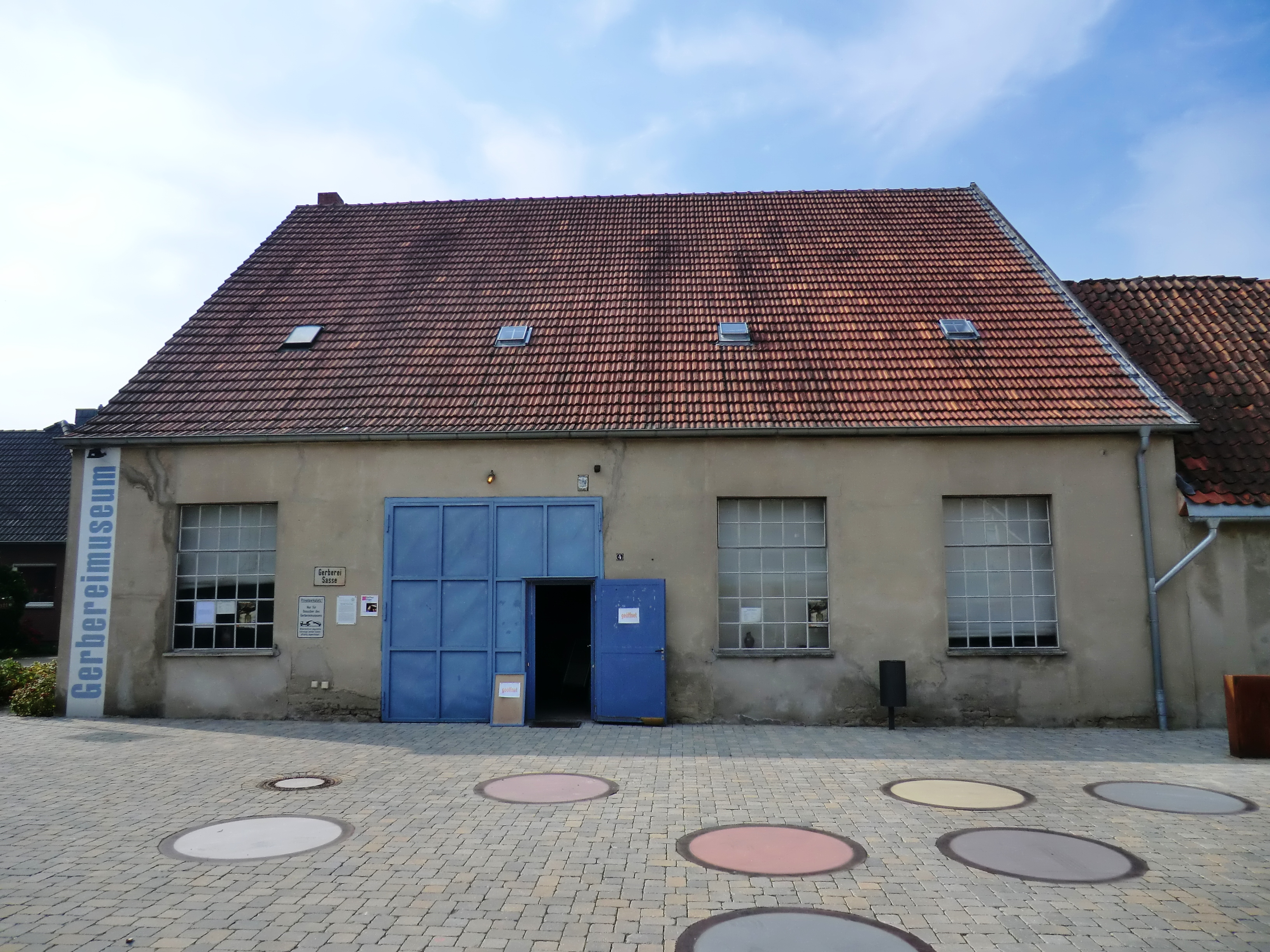
Leerlooierij (Gerberei)-museum
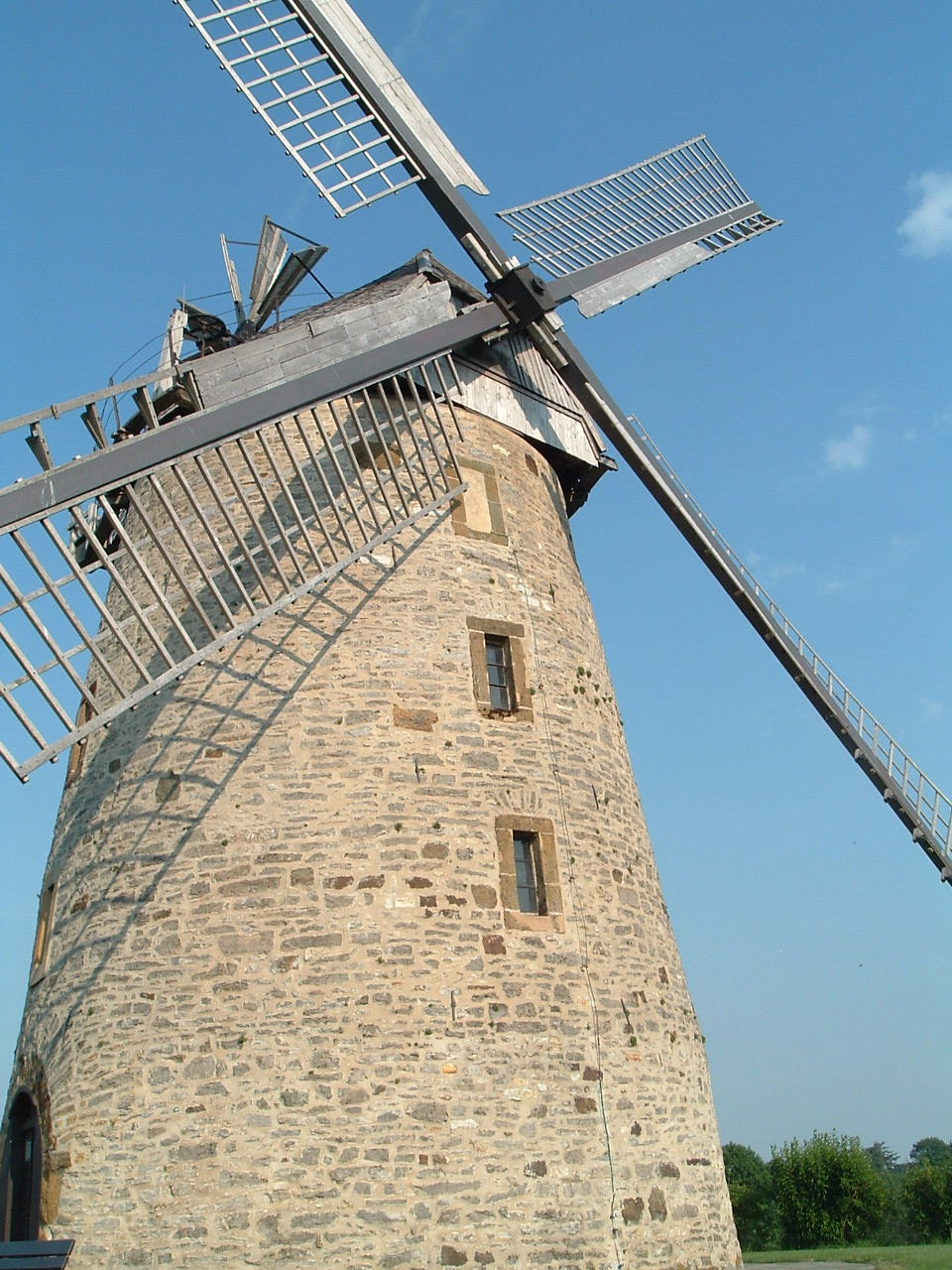
Liesberg-windmolen (1756)
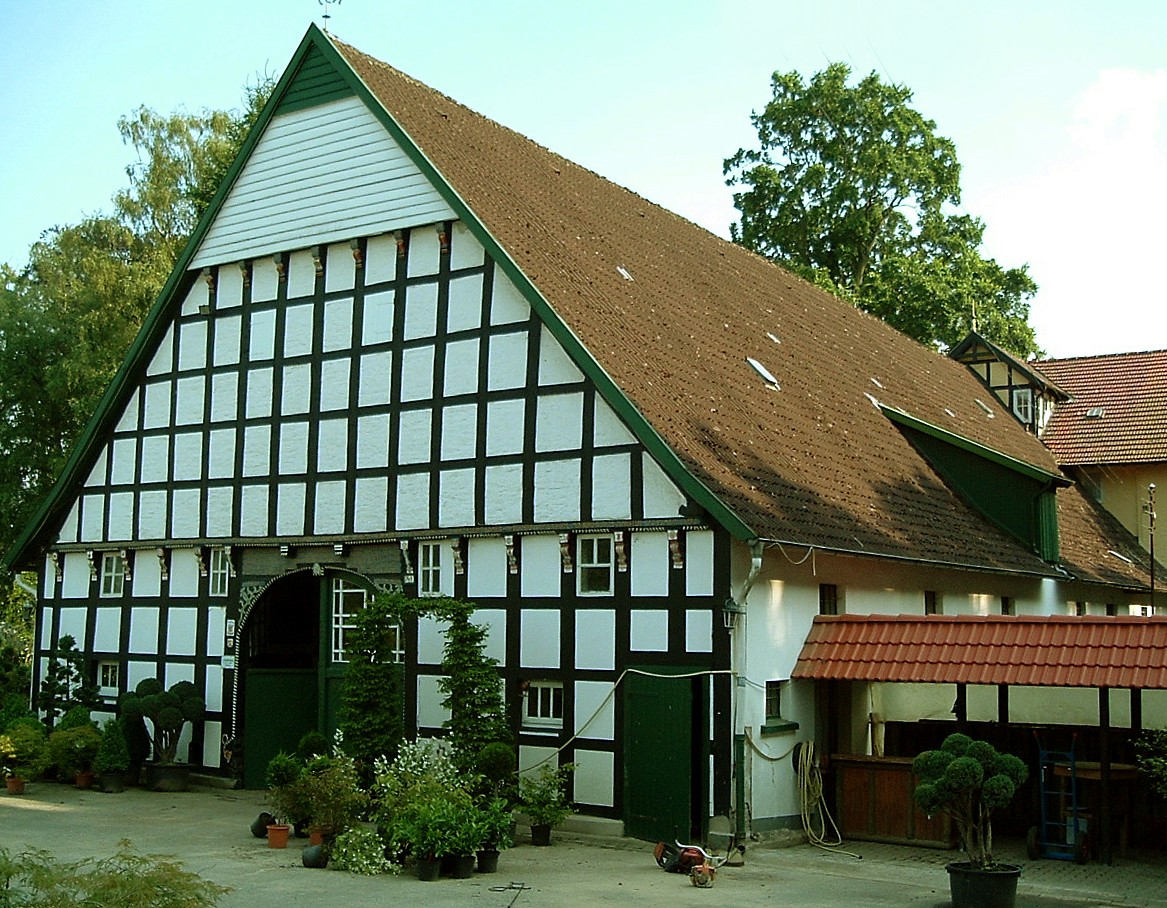
Voormalige boerderij Sattelmeierhof Nordhof
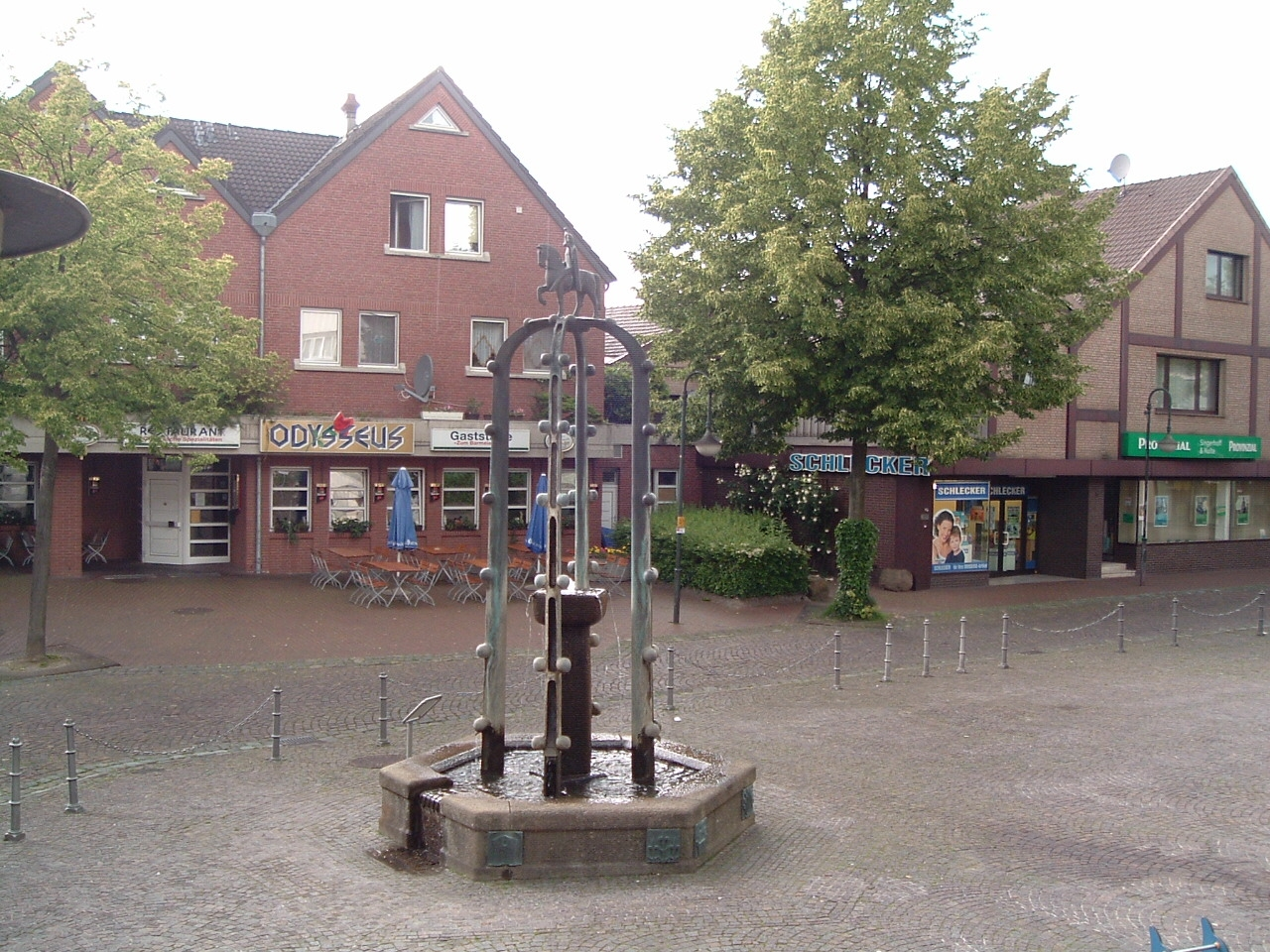
Wittekindfontein
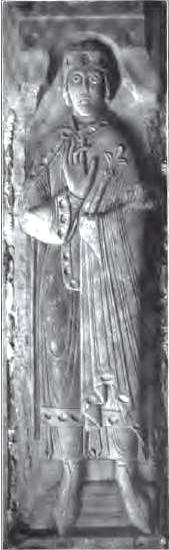
Grafplaat (epitaaf) op het vermoedelijke graf van Wittekind in de kerk

## Geboren te Enger
- Heinrich Vedder (1876 te Westenenger – 1972), missionaris, linguïst, etnoloog en historicus in het voor de Tweede Wereldoorlog Duitse Namibië, schreef rond 1923 boeken over de Nama en de Damara, die in Duitsland lange tijd als standaardwerken golden.
- Norbert Sachser (* 29 augustus 1954 in Enger), gedragswetenschapper en -bioloog, vanuit zijn professoraat aan de Universiteit van Münster vooraanstaand onderzoeker op het gebied der ethologie
- Keyboard-spelers van de popgroep uit de 1980-er jaren Alphaville:
  - Bernhard Lloyd (artiestennaam voor: Bernhard Gößling), geboren in 1960
  - Frank Mertens (artiestennaam voor: Frank Sorgatz), geboren in 1961

## Partnerstad
Sedert 1990 bestaat een jumelage met Lichtenstein in de voormalige DDR (deelstaat Saksen).

## Trivia
Jaarlijks op 6 januari vindt het Timpkensfest plaats. Volgens een overlevering zou Widukind in zijn testament hebben bepaald, dat te Enger jaarlijks kleine broodjes (Timpkens) aan de armen moesten worden uitgedeeld, na de mis in de Stiftskirche. Deze brooduitdeling, gepaard gaande met enige festiviteiten voor kinderen, geldt als de belangrijkste traditie  van de stad. Sedert de 20e eeuw worden aan allen, die de lutherse kerkdienst van Driekoningen in de Stichtskerk hebben bijgewoond, dus niet meer alleen aan arme mensen, trapeziumvormige, zoete broodjes uitgedeeld, die vooral door kinderen worden gewaardeerd.